# Gross Kreutz (Havel)
Groß Kreutz (Havel) är en kommun i östra Tyskland, belägen i Landkreis Potsdam-Mittelmark i förbundslandet Brandenburg, omkring 50 km väster om centrala Berlin.  Kommunen grundades med sina nuvarande gränser 2003 och kallades då Groß Kreutz/Emster.  Sedan 2004 bär den formellt namnet Groß Kreutz (Havel).

## Geografi
Gross Kreutz ligger söder om floden Havel.  I väster gränsar kommunen till staden Brandenburg an der Havel, i norr till Amt Beetzsee, i öster till staden Werder och i söder till Kloster Lehnin.  De närmaste större städerna är Brandenburg an der Havel och Potsdam.

### Administrativ indelning och ortsvapen
Som kommundelar räknas orterna som alla var kommuner fram till 2003.
- Bochow med Bochow Bruch och Neu Bochow
- Deetz
- Götz med Götzerberge
- Gross Kreutz med Gross Kreutz Ausbau
- Jeserig
- Krielow
- Schenkenberg
- Schmergow

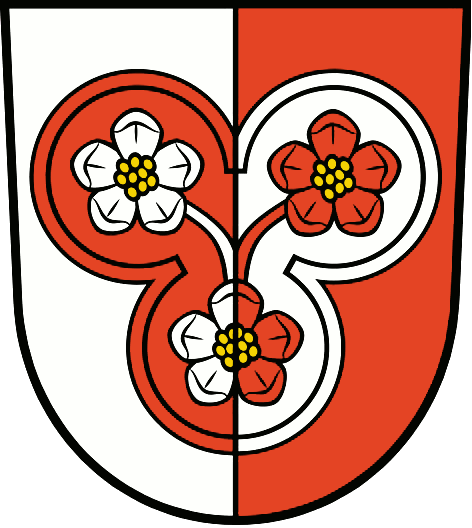
Bochow
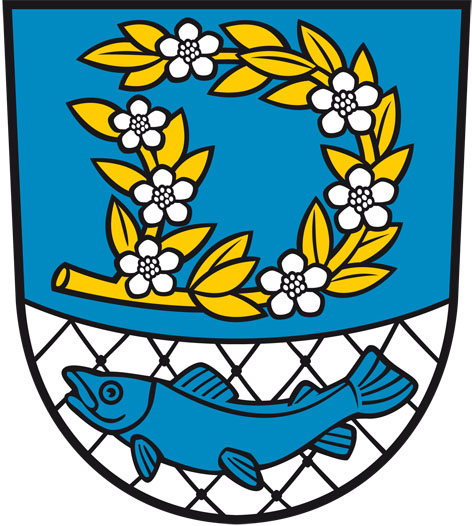
Deetz
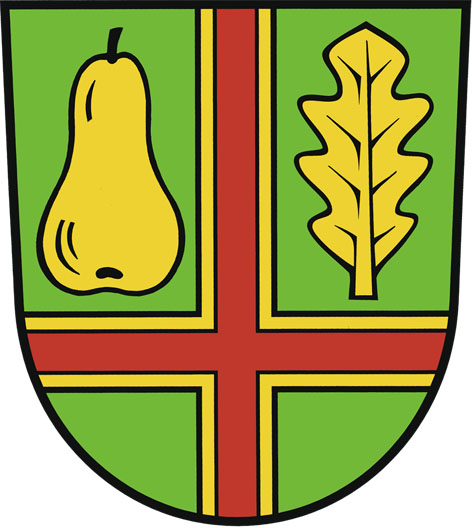
Groß Kreutz
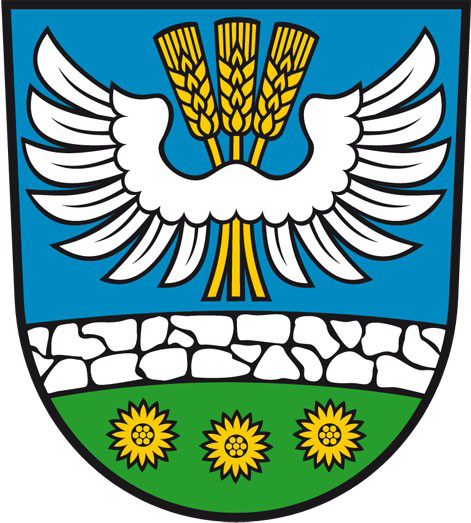
Krielow
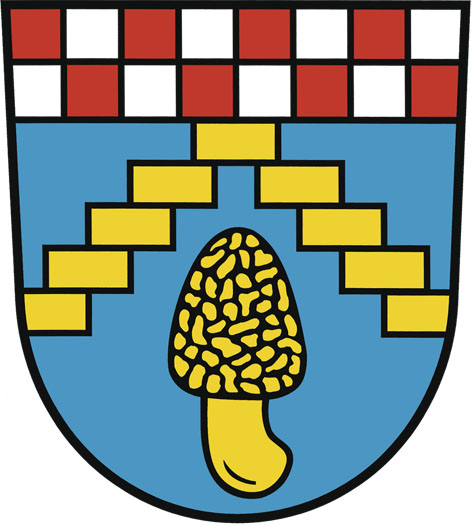
Schmergow